# Казни казаков в Лебедине

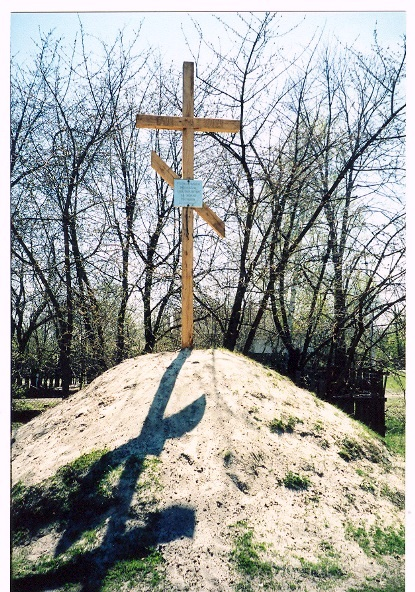
Памятный крест казакам, замученным в следственной канцелярии, на улице Пограничной в Лебедине

Фрагмент памятника казакам-мазепинцам, замученным в Лебедине

Казни казаков в Лебедине (укр. Катівня в Лебедині) — эпизод из истории Северной войны, связанный с политикой устрашения «мазепинцев» Петром Великим и усмирением мятежных казаков. По своему характеру казни казаков в Лебедине были схожи с казнями стрельцов 1698 года в Москве, также вызванными нарушением воинской присяги и последующим вооружённым выступлением против царской власти.

## Общие сведения
В ходе Северной войны гетман Иван Мазепа перешёл на сторону короля Швеции Карла XII; с гетманом на сторону Швеции перешла часть реестровых казаков и полковых соединений Войска Запорожского. Узнав о переходе казаков на сторону шведов вместе с гетманом, Пётр I издал указ об амнистии для тех казаков, которые были готовы вернуться на русскую службу и нарушили присягу, исполнив гетманских приказ без ведома о нарушении царской воли. Часть казаков, что вернулась к Петру в срок и добровольно — была помилована царём до разгрома армии Карла XII. Ту часть казаков, что вернулась к Петру после отведённого амнистией срока, царь миловал от казни, но сослал в Сибирь. Тех же казаков, преимущественно выходцев из старшинных родов, что остались верны гетману Мазепе после объявления амнистии, царские войска взяли в плен и, по приказанию Петра, подвергли пыткам, допросам и казням. Достоверность и масштаб событий (в частности, число казнённых казаков) является предметом дискуссий.

## Хронология событий
После того как Мазепа перешёл на сторону шведов, Пётр I издал указ, который предположительно и послужил основанием для пыток и казней в Лебедине. «Указ войсковой старшине, ушедшей с Мазепой к Шведам» от 1 ноября 1708 года:

«А буде кто по сим нашим, великого государя, указом, забыв страх Божий и присягу свою к нам, великому государю, и целость отчизны своей от него, вора и изменника Мазепы, и от неприятеля нашего не отстанет и к нам, великому государю, не возвратитца во время месяца, то есть декабря по первое число 1708 г., тех объявляем изменников наших и отчизны вашей. И будут их чины и маетности и пожитки их отобраны и розданы верным за службы их. Також жены и дети их взяты и сосланы будут в ссылку. А кто из них пойманы будут, и те, яко изменники, казнены будут смертью без пощады».

Описание событий в Лебедине известно по анонимной «Истории Русов» и составленной на её основе «Истории Малой России» Н. А. Маркевича. В то же время в «Истории Русов» нет описания места расположения «могилы гетманцев» и её размеров.
О пытках и казнях казаков в Лебедине, ссылаясь на предполагаемого автора «Истории Русов» архиепископа Белорусского Георгия Конисского и на предания, сохранившиеся среди местных жителей, пишет архиепископ Филарет (Гумилевский) в своей книге «Историко-статистическое описание Харьковской епархии», написанной в 1852−59 годах:

«Самым замечательным временем для Лебедина был конец 1708 и начало 1709 года. Около 20 ноября прибыл в Лебедин Великий Петр с войском. В Лебедине вместе с Петром были полководцы его — Меньшиков и другие. Конисский указывает в Лебедине на обширную могилу Гетьманцев, как на памятник безчеловечной жестокости князя Меньшикова. Он говорит, что Меньшиков разными пытками, — батожьями, кнутом, раскаленным железом допытывался у несчастных жертв Мазепина обмана сознания в участии их в деле Мазепы. По местным сведениям, могила Гетьманцев ныне находится в саду одного из прихожан Вознесенской церкви, в 300 саженях от бывшего городского вала; возвышенная насыпь простирается более, чем на 10 саженей в длину и ширину; местами на этой насыпи оказываются провалины и по временам во время построек выкапывались человеческие кости».
Он же даёт описание предположительного места расположения «могилы гетманцев» и её размеры. Жители Харькова, как писал в 1884 году П. Ефименко, сообщали ему, что в данной могиле похоронены казненные фальшивомонетчики; Николай Костомаров, не доверявший рассказу «Истории Русов» о событиях в Лебедине, в опубликованной в том же году работе «Мазепинцы» заявлял, что, судя по предпринятым им в 1830-х годах опросам лебединских старожилов, в памяти местного населения никаких следов массовых казней и существования народного названия «кладбище гетманцев» не сохранилось. Насыпь у Мироносицкой церкви, обыкновенно отождествляемая с «могилой гетманцев», существовала до 1950-х гг., когда была разгребена жителями проложенной неподалёку улицы для засыпки фундаментов под свои дома; согласно краеведу Борису Ткаченко, еще и в начале XX века священник Мироносицкой церкви на Пасху и День Жён-мироносиц проводил около насыпи панихиды по «нашим дедам, православному воинству».
В различных исследовательских работах и в художественной литературе украинских и зарубежных авторов, посвященных гетману Мазепе, приводится информация об этих событиях. Так лебединские казни описываются: в художественном произведении «Иван Мазепа» украинского историка И. Борщака и французского историка Рене Мартеля, изданном в Париже в 1931 году; в труде Т. Мацькива «Иван Мазепа в западноевропейских источниках 1687—1709» (со ссылкой на А. П. Оглоблина), изданном в Мюнхене в 1988 году. Эти же сведения даны в Энциклопедии украиноведения. Эта информация в основных чертах сводится к пересказу «Истории Русов».
На данный момент документально подтвержден один смертный приговор, вынесенный походной канцелярией в Лебедине; впрочем, как считает историк Владимир Маслийчук, известная ученым документация носит фрагментарный характер.

## Память
Сумской областной государственной администрацией, а также органами местного самоуправления осуществляется ряд мер по увековечиванию памяти жертв казней. Информация о них размещена на официальных сайтах Сумского областного совета, Лебединского городского совета и Лебединской районной государственной администрации, по решению которых на месте предполагаемого захоронения установлен памятный крест и планируется установить памятник Казацкой славы. Исполком города Лебедин объявил конкурс на лучший проект памятника. По сведениям заместителя председателя Сумской областной государственной администрации Медуницы А. В., в апреле 2009 года запланирована замена деревянного креста на могиле «гетманцев» на памятник.